# Fordiophyton cordifolium
Fordiophyton cordifolium är en tvåhjärtbladig växtart som beskrevs av Cheng Yih Wu och Chieh Chen. Fordiophyton cordifolium ingår i släktet Fordiophyton och familjen Melastomataceae. Inga underarter finns listade i Catalogue of Life.